# Ikast FS
El Ikast Forenede Sportsklubber (en español: Club Deportivo Ikast Unido), conocido simplemente como Ikast FS, es un equipo de fútbol de Dinamarca que juega en la Tercera División de Dinamarca, la quinta liga de fútbol más importante del país.

## Historia
Fue fundado en el año 1935 en la ciudad de Ikast, en Jutland y nunca ha ganado la Superliga danesa en su historia, la cual ha disputado 17 temporadas, ni tampoco ha ganado el torneo de Copa, a pesar de haber estado en 3 finales.
A nivel internacional ha participado en 3 torneos continentales, donde nunca ha podido superar la Primera Ronda.
En el año 1999, el primer equipo se fusionó con el Herning Fremad para crear al FC Midtjylland, aunque actualmente el equipo todavía existe, pero ahora funciona como un equipo reserva del FC Midtjylland.

## Palmarés
- Primera División de Dinamarca: 1

1996/97
- Copa de Dinamarca: 0
  - Finalista: 3

1986, 1989, 1997

## Participación en competiciones de la UEFA
- Copa UEFA: 2 apariciones

1989 - Primera Ronda
1992 - Primera Ronda
- Recopa de Europa de Fútbol: 1 aparición

1990 - Primera Ronda

## Jugadores destacados
| - Rob McDonald (1987–88) - Andy Pape (1981–82) - Allan Bak Jensen - Mickey Berg - Mads Berg Sørensen - Henning Boel (19?? – 1968, 197?–197?) - Kasper Hjørngaard - Martin Jungbloot - Mads Overgaard - Jeppe Qvist | - Kasper Rasmussen - Jonas Piechnik - Grzegorz Wiezik |